# 蒲田宝塚・テアトル蒲田
テアトル蒲田（テアトルかまた）及び蒲田宝塚（かまたたからづか）は、東京都大田区西蒲田にあった映画館。それぞれ1950年、1955年開業。かつて映画館が集まっていた蒲田地区に最後まで残った常設館だったが、2019年にいずれも閉館した。

## 概要
大田区西蒲田の「東京蒲田文化会館」の4階にあった。各館とも2階席が存在したが、末期には作品の初日（特にファミリー向け作品）以外はほとんど使用されていなかった。
以前は同ビルにイトーヨーカドーが出店していたが2004年に撤退、閉館時点では肉のハナマサやツルハドラッグ、100円ショップセリアなどが入居していた。

## 歴史
1950年（昭和25年）7月14日、蒲田西口商店街繁栄の策として商店街150軒が出資した蒲田西口連合映画株式会社の直営でテアトル蒲田が開館。開館番組は東宝映画「夢は儚なく」。
1955年（昭和30年）12月1日、蒲田宝塚劇場が杉山権蔵の経営により隣接して開館。「青い果実」（青柳信雄監督）より東宝映画封切館となり、テアトル蒲田は洋画系となったが、翌1956年（昭和31年）、テアトル蒲田をテアトル東映に変更。東映特選番組を上映する。
1963年（昭和38年）、2館を休館して建て替え工事を行い、翌1964年（昭和39年）6月、新築なった東京蒲田文化会館4階に移り、館名をテアトル蒲田・カマタ宝塚に変更した。
1969年（昭和44年）5月1日夕刻、当館の便所で喫煙していた観客が窓から吸殻を捨てたことによる火災が発生。13名の傷者が出たものの、死者は一人も出なかった。
1995年に蒲田パレス座が閉館して以降、2002年に平和島シネマサンシャイン（ビッグファン平和島内）がオープンするまでは大田区内で唯一の映画館であった。この頃には関東地方を含む日本各地でシネマコンプレックスが相次いで開業。隣県の神奈川県川崎市中心部では既存のチネチッタに加え、TOHOシネマズ川崎（2003年）と109シネマズ川崎（2006年）がオープンし、競争が激化していた。
2010年代に入ると3Dデジタルブームに舵を切る映画上映のデジタル化が進んだ一方、それを断念して廃業する単館映画館も相次いだが、蒲田宝塚とテアトル蒲田は2013年10月にDLP Cinemaプロジェクターを導入し、デジタル上映へと移行。一度は廃業の危機を脱した2館であったが、築半世紀を経て老朽化が進んだこと等を背景に、2019年8月29日をもって蒲田宝塚が閉館（閉館番組は「ミュウツーの逆襲 EVOLUTION」）。同9月5日をもってテアトル蒲田が閉館（閉館番組は「アルキメデスの大戦」）となり、69年間の歴史に幕を閉じた。
閉館翌年の2020年（令和2年）にコロナ禍が始まったこと等もあってか、2025年時点で建物解体の目途は立っていない。2023年11月11日には、移動映画館「キノ・イグルー」主催によるイベント『いつも映画館のことばかり考えてる人のために。』が当館跡地で行われ、片桐はいりや須藤蓮がゲスト出演した。翌2024年11月3日にも同様のイベントが開かれており、訪れた女優の久保田和泉は「丸一日中映画館にいられて幸せだった」と感想を述べている。

## データ
- 所在地：東京都大田区西蒲田7丁目61-1 東京蒲田文化会館4階
開館当時の同区蒲田御園町1-25
- 経営者：杉山権三（1964年時点）→杉山謹三郎（1998年時点）→杉山良雄（閉館時点）
- 支配人：松島春定（1964年時点）→大谷津博（1966年時点）→亀井昭彦（1998年時点）→山崎久司（閉館時点）
- 観客定員数
  - 蒲田宝塚：352席（1964年）→386席（1966年）→339席（閉館時。うち1階席が279席、椅子の色は青）
  - テアトル蒲田：352席（1964年）→450席（1966年）→428席（1998年）→304席（閉館時。椅子の色は赤）